# John Bettes l'Ancien
Pour les articles homonymes, voir Bettes (homonymie).
John Bettes l'Ancien, né vers 1530 à Londres et mort entre avant 1570 et vers 1576, est un artiste peintre de portraits, miniaturiste et graveur anglais.

## Biographie
Cet artiste peu connu semble occuper une situation éminente dans l'école de miniature, du temps de la reine Élisabeth, dont il a fait le portrait. On trouve, dans un document daté de 1575, la trace d'un paiement qui lui a été fait. Dans la collection du comte Beauchamp à Madresfield Court (Malvern), se trouve une miniature représentant Gaspard de Coligny, amiral de France.
On cite aussi un portrait d'homme en miniature, signé et daté de 1588. Le Blanc mentionne parmi ses gravures, des vignettes pour la Chronique de Hall.